# Severní polární kruh

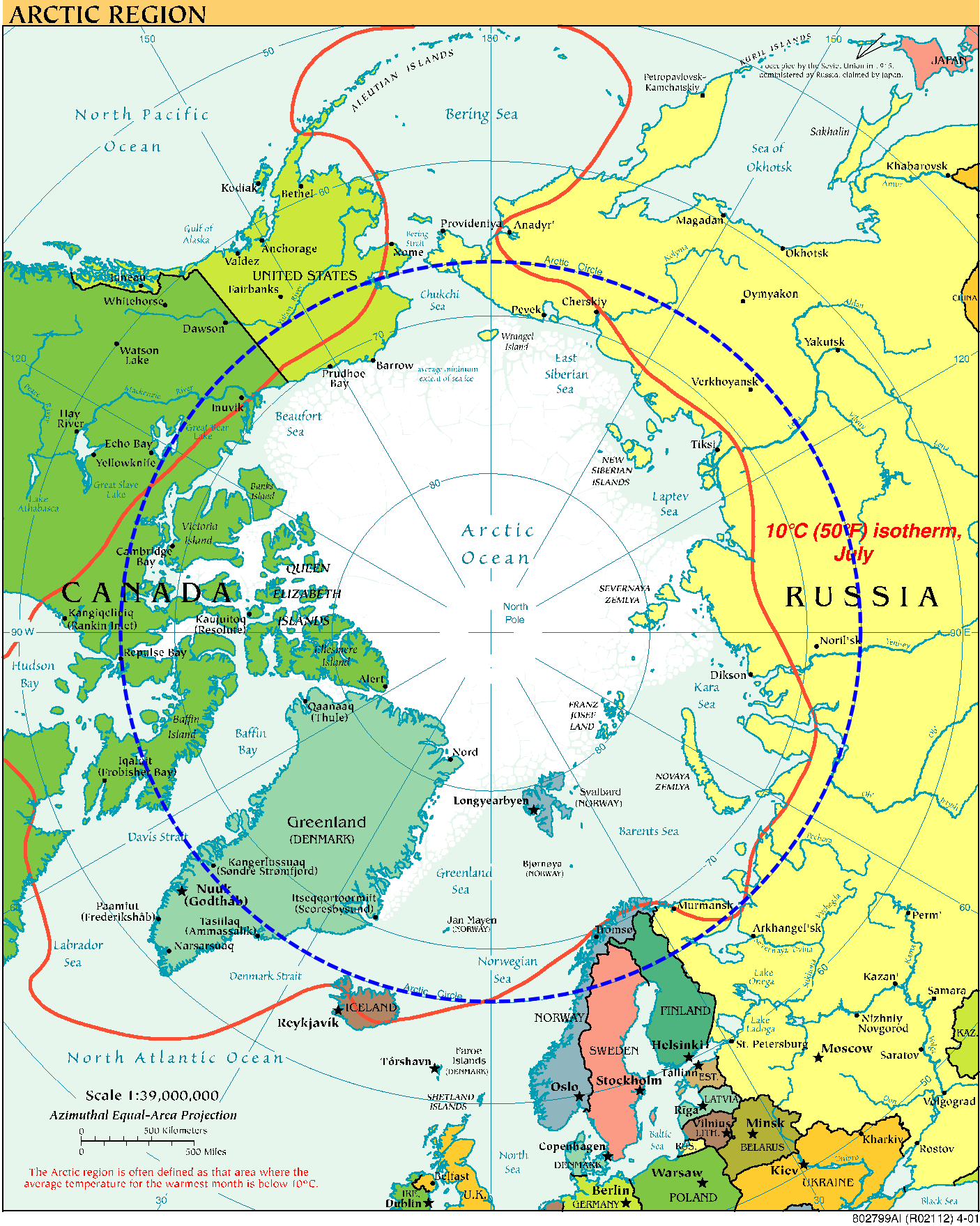
Severní polární kruh, vyznačený modrou přerušovanou čarou. Červenou čarou je vyznačena hranice vzpřímeného stromového porostu.

Severní polární kruh je zeměpisná rovnoběžka, jejíž poloha je určena sklonem osy rotace Země. Úhlová vzdálenost polárního kruhu od pólu je rovna sklonu zemské osy. Protože sklon zemské osy se mění v rozsahu 21,8° až 24,4° (podle jiných zdrojů 22,1° až 24,5° nebo 21,5° až 24,5°), mění se i poloha polárního kruhu. Na konci roku 2022 byl severní polární kruh na 66°33′49″ severní šířky.
Pokud by nedocházelo k atmosférické refrakci a Slunce mělo velikost bodu, protínal by severní polární kruh nejjižnější místa na severní polokouli, z nichž lze vidět po 24 hodin Slunce za letního slunovratu – tedy, kde Slunce za letního slunovratu nezapadne za obzor, a na nichž Slunce za zimního slunovratu nevyjde nad obzor. Ve skutečnosti je možno vidět za letního slunovratu horní okraj slunečního kotouče o půlnoci až 60 km na jih od severního polárního kruhu a za zimního slunovratu se v poledne horní okraj slunečního kotouče objeví nad horizontem až 60 km na sever od polárního kruhu.
Sklon zemské osy je ovlivňován působením Slunce, Měsíce a ostatních planet Sluneční soustavy. V průběhu cyklu o délce 40 000 let se poloha severního polárního kruhu pohybuje na sever a na jih v pásu širokém 180 km, v cyklu o délce 18,6 roku se také pohybuje v pásu širokém 570 m (pro bližší vysvětlení viz nutace a zemská precese). V současnosti se severní polární kruh posouvá k severu, nejsevernější polohy dosáhne zhruba za 10 000 let.
Pro geodetickou zeměpisnou šířku φ = 66,5636° (66°33′48.96″, kolem roku 1872) a Besselův elipsoid 1841 je délka severního polárního kruhu přibližně 15 997 km, pro World Geodetic System 1984 (WGS84) je přibližně 15 998 km. Pro geocentrickou zeměpisnou šířku a poloměr referenční koule r = 6371 km je 15 978 km.
Severní polární kruh bývá někdy považován za hranici Arktidy. Jiné možnosti, jak definovat Arktidu jsou:
- Oblasti bez vzpřímeného stromového porostu
- Oblasti, kde průměrná denní teplota nejteplejšího měsíce nepřesahuje 10 °C

V současnosti severní polární kruh protíná státy:
- Norsko
- Švédsko
- Finsko
- Rusko
- USA ( Aljaška)
- Kanada
- Dánsko ( Grónsko)
- Island

Severní polární kruh leží severně od hlavního ostrova Islandu, ale protíná několik menších ostrůvků, z nichž jen Grímsey je obydlený.

## Obyvatelstvo
Za severním polárním kruhem žije zhruba 1 000 000 obyvatel (z toho polovina na poloostrově Kola). Toto území se ovšem v posledních letech vylidňovalo zejména v důsledku rozpadu SSSR, když došlo ke zhroucení ekonomiky, lidé přicházeli o řadu výhod (vyšší mzdy, nižší penzijní věk…) a stěhovali se více na jih.
Největšími městy jsou Murmansk s 325 000 obyvateli, Norilsk se 135 000 obyvateli a Vorkuta s cca 70 000 obyvateli (v dobách největší velikosti však měla až 250 000 obyvatel), všechna leží v Rusku. V norském Tromsø žije 62 000 lidí a ve finském Rovaniemi, které však leží několik kilometrů jižně od polárního kruhu, asi 58 000 lidí. V Grónsku leží Sisimiut s cca 5 500 obyvateli, největší město za polárním kruhem v Severní Americe. Na Aljašce je největším sídlem Utqiaġvik (4 900 obyvatel) a v Kanadě Inuvik (3 500 obyvatel).
Nejseverněji položeným městem za polárním kruhem je Longyearbyen na Špicberkách, který obývá asi 2000 lidí.